# Haakon V Długonogi
Haakon V znany również pod przydomkiem Długonogi, (norw. Håkon V Magnusson, ur. 1270, zm. 8 maja 1319) – król Norwegii w latach 1299–1319 z dynastii Yngling.
Młodszy syn króla Norwegii Magnusa VI Prawodawcy (panował 1263–1280) i Ingeborgi księżniczki duńskiej (zm. 1287), córki króla Danii Eryka IV Plovpenninga (panował 1241–1250), brat króla Norwegii Eryka II.
Po śmierci Magnusa VI Prawodawcy (1280) tron objął starszy brat Haakona, Eryk II, który wydzielił młodszemu bratu dzielnicę w południowej Norwegii. Bracia razem toczyli walki przeciwko Danii i Hanzie. Po śmierci Eryka II, który zmarł w lipcu 1299 nie pozostawiając męskich potomków, tron królestwa Norwegii objął Haakon V.
Na początku panowania, około roku 1300 Haakon V wybudował na zachód od Oslo fortecę Akerhus, która odtąd była siedzibą jego dworu. W kraju nowy król stanął przed tymi samymi problemami co jego zmarły brat – musiał przeciwstawić się arystokracji i tym możnym z duchowieństwa, którym nie podobała się silna władza królewska i odbieranie przez Eryka II nadawanych w przeszłości przywilejów. Haakon V starał się kontynuować politykę swego poprzednika, dążył do wzmocnienia władzy królewskiej, popadając przez to w konflikt m.in. z biskupami norweskimi (w tamtym czasie w Norwegii istniało arcybiskupstwo w Nidaros, czyli dzisiejszym Trondheim, oraz biskupstwa w Bergen i Oslo).
W polityce zagranicznej Haakon V, podobnie jak jego brat, toczył walki z Danią i Hanzą, głównymi wówczas rywalami Norwegii w basenie Morza Północnego. Wojny te dały niewielkie efekty, na mocy traktatu pokojowego z 1309 zawartego z Danią, gdzie panował król Eryk VI Menved, Norwegia otrzymała jedynie północną część krainy Halland. Mając zagwarantowany spokój ze strony duńskiej, Haakon zwrócił się ku Szwecji, gdzie trwały walki pomiędzy królem Szwecji Birgerem I a jego braćmi Erykiem i Waldemarem, których Birger I wygnał z kraju. Obaj wygnańcy udali się do Norwegii (1304), gdzie niebawem otrzymali dla swych roszczeń poparcie Haakona V. Po kilku latach wygnańcy powrócili do Szwecji i tam nadal ze zmiennym szczęściem toczyli walki z królem Birgerem I. Obie strony liczyły na poparcie zagranicznych sojuszników. Króla Birgera wspomagał król Danii Eryk Menved, a jego braci ciągle popierał Haakon V, który wnet doprowadził do małżeństwa Eryka Magnussona szwedzkiego ze swą córką Ingeborgą, co miało miejsce w 1312. Pięć lat później, w grudniu 1317 mimo formalnego porozumienia, król Szwecji Birger uwięził swoich braci Eryka i Waldemara, a następnie skazał obu na śmierć głodową. Wtedy w Szwecji wybuchło popierane przez Haakona V powstanie, gdyż król Norwegii chciał osadzić na tronie szwedzkim swego wnuka Magnusa Erikssona (urodz. 1316), syna zamordowanego Eryka i Ingeborgi. Magnus w wieku 3 lat został koronowany na króla Szwecji (1319), po detronizacji Birgera I Magnussona.
W tym samym roku, 8 maja zmarł król Haakon V. Został on pochowany w Oslo.
Pierwszą żoną króla Haakona V była Izabela (zm. krótko po ślubie w 1295), córka hrabiego Jana de Coigny, którego ród był skoligacony z francuskimi Walezjuszami i Burbonami. Drugą żoną króla była Eufemia (zm. 1312), córka księcia Rugii Wisława II, poślubiona w 1299. Jedynym dzieckiem Haakona V i Eufemii była córka Ingeborga (zm. 1360), która do 1332 w imieniu małoletniego syna Magnusa II sprawowała regencję w  królestwach Szwecji i Norwegii. Drugim mężem Ingeborgi został pochodzący z Danii Knut Porse, jej wcześniejszy faworyt, który przybrał tytuł księcia Hallandu.
Z nieznaną z imienia metresą król Haakon V miał córkę Agnieszkę, która w 1312 poślubiła rycerza dworu królewskiego Hafthora Jonssona.
Haakon V Długonogi był ostatnim królem z dynastii panującej w Norwegii od 872, znanej pod angielską nazwą The Fairhair dynasty. Nazwa ta pochodzi od przydomka pierwszego władcy z tej dynastii: Haralda Pięknowłosego (ang. Harald the Fairhair, norw. Harald Hårfagreætten), który panował w latach 872–930. W polskiej historiografii przyjęło się nazywać ten ród dynastią Yngling, pochodzącą jakoby od mitycznych skandynawskich bohaterów, których potomkami mieliby być pierwsi władcy Szwecji oraz Norwegii.